# Echymiperinae
De Echymiperinae is een onderfamilie van de echte buideldassen die voorkomt op Nieuw-Guinea, in het uiterste noordoosten van Australië (Kaap York-schiereiland) en op nabijgelegen eilanden als Ceram, Nieuw-Brittannië en Kiriwina. De wetenschappelijke naam van de onderfamilie werd in 1997 gepubliceerd door McKenna & Bell.

## Indeling
Deze onderfamilie is wel samen met Peroryctes in de familie Peroryctidae geplaatst, maar genetisch onderzoek geeft aan dat dat waarschijnlijk geen natuurlijke groep is. De nauwste verwanten van deze onderfamilie zijn de Australische Peramelinae. Naast de drie levende geslachten behoren fossielen uit Halmahera ook tot deze onderfamilie; deze buideldas, die nog geen naam heeft, is verwant aan Rhynchomeles of misschien Echymipera.
De onderfamilie bestaat uit de geslachten Echymipera, Microperoryctes en Rhynchomeles.
- Onderfamilie Echymiperinae
  - Geslacht Echymipera
    - Echymipera clara (Clarabuideldas) Stein, 1932
    - Echymipera davidi Flannery, 1990
    - Echymipera echinista Menzies, 1990
    - Echymipera kalubu (Kortstaartbuideldas) (Fischer, 1829)
    - Echymipera rufescens (Peters & Doria, 1829)

  - Geslacht Microperoryctes
    - Microperoryctes aplini Helgen & Flannery, 2004[3]
    - Microperoryctes longicauda (Langstaartbuideldas) (Peters & Doria, 1876)
    - Microperoryctes murina (Kleine buideldas) Stein, 1932
    - Microperoryctes papuensis (Laurie, 1952)

  - Geslacht Rhynchomeles
    - Rhynchomeles prattorum (Cerambuideldas) Thomas, 1920